# Лазе-над-Крко
Лазе-над-Крко (словен. Laze nad Krko) — поселення в общині Іванчна Гориця, Осреднєсловенський регіон, Словенія. Висота над рівнем моря: 561 м.